# Leistenstraße 1–9
Leistenstraße 1–9 est l'adresse de cinq immeubles d'habitation protégés de Wurtzbourg, dans le quartier de Steinbachtal. Les bâtiments furent construits dans les années 1890 dans le style de l'historicisme.

## Géographie
Leistenstraße se situe entre Nikolausberg avec la Käppele au sud et les vignobles de l'Innere Leiste au nord, qui s'élèvent derrière les maisons avec un nombre pair jusqu'à la forteresse de Marienberg.

## Histoire
En août 1895, le Ludwigsbrücke est ouvert à la circulation sur le Main. En conséquence, la Leistenstraße est créée. Dans cette rue et dans la Mergentheimer Strasse, un certain nombre d'immeubles d'habitation sont construits sur la rive ouest du Main. Sur la base de la loi bavaroise sur la protection du patrimoine culturel du 1er octobre 1973, 14 immeubles d'habitation de grande qualité de cette zone sont inscrits sur la liste des monuments bavarois. Au XXe siècle, le Nikolausberg au sud de Leistenstrasse voit la construction de villas et de maisons d'associations étudiantes.

## Bâtiments
Les cinq maisons de la Leistenstrasse 1–9 sur le côté sud sont, comme les quatre immeubles en face également répertoriés (numéros 2 à 8), chacune avec des bâtiments à toit en croupe de trois étages dans le style de l'historicisme. Ils sont construits de 1896 à 1899. Les balcons ont des balustrades en fer forgé.
- Leistenstraße 1 : Le bâtiment, érigé en 1896, a deux avant-corps avec des pignons. L'avant-corps occidental est le plus large, il a deux axes de fenêtres avec des fenêtres couplées et porte un balcon. La maçonnerie en plâtre de la façade avec un total de six axes de fenêtre est structurée avec de la pierre et du plâtre.
- Leistenstraße 3 : Le bâtiment est construit en 1896. La façade à sept axes est caractérisée par les avant-corps plats avec balcons. La maçonnerie en brique a également des structures en pierre de taille sur des rustiques en plâtre au rez-de-chaussée.
- Leistenstraße 5 : La maison d'habitation, construite en 1899, a un toit mansardé en croupe et cinq axes de fenêtres. L'avant-corps d'angle plat a des fenêtres couplées. La maçonnerie en plâtre est structurée en pierre et a une base rustique. La structure du toit a été modifiée.
- Leistenstraße 7 : Le bâtiment au toit en croupe mansardé est érigé en 1899. Les avant-corps dans les angles ont des pignons. La maçonnerie en plâtre est structurée avec de la pierre de taille. La maison d'habitation est caractérisée par un oriel d'angle.
- Leistenstraße 9 : La maison d'habitation est construite en 1899. Elle a un avant-corps dans l'angle avec un pignon et une baie vitrée d'angle avec une flèche pyramidale. La maçonnerie en plâtre est structurée avec du grès. La structure du toit a été modifiée.